# Fundătura (povestire)
„Fundătura” (în engleză Blind Alley) este o povestire științifico-fantastică scrisă de Isaac Asimov care face parte din Seria Imperiul Galactic. A fost publicată prima oară în martie 1945 în revista Astounding Science Fiction și mai târziu inclusă în colecția Perioada Campbell (1972).
Deși povestea prezintă o rasă inteligentă non-umană, acesta este stabilită în universul Fundației, în timpul epocii Trantor a Imperiului Galactic.

## Povestea
Câțiva membrii rămași dintr-o rasă extraterestră inteligentă non-umană au fost transportați de pe planeta lor aflată pe moarte și transferați pe o planetă deja colonizată de oameni- Cepheus-18 (de unde și numele lor, Cepheids [Cefeide]). Planeta este destinată a fi folosită ca o combinație de grădină zoologică, laborator și rezervație pentru creaturi, și ele sunt studiate, fără prea mult succes, de către un grup științific. Acești oameni de știință consideră că totul este puțin mai mult decât un experiment pe animale. Rasa extraterestră [a Cefeidelor] este în pericol de dispariție. 
Supervizorul Civil, un administrator imperial de carieră, încearcă sincer să ajute creaturile utilizând cunoștințele sale despre cum funcționează birocrația imperială, totul cu scopul de a manipula evenimentele în favoarea acestora. Prin prezentarea unor rapoarte și încurajarea altora să prezinte rapoarte, el reușește să strângă o flotă de uriașe nave spațiale care să transporte o încărcătură voluminoasă în beneficiul Cefeidelor.
Suspectând că pot citi gândurile sale, el se gândește la planul său real în prezența acestora. Ideea funcționează, iar rasa extraterestră află gândurile sale. Cefeidele iau navele -care erau suficient de mari pentru a-i transporta pe toți- și pleacă departe în galaxie pentru a găsi o nouă lume numai a lor, lucru care era interzis de politica oficială a Imperiului. Cu toate acestea, Supervizorul Civil s-a protejat de orice vină asociată cu dezastrul pierderii navelor și a creaturilor prin o mulțime de documente bine făcute.

## Vezi și
- 1945 în științifico-fantastic